# Acostemma sulcifrons
Acostemma sulcifrons är en insektsart som beskrevs av Victor Antoine Signoret 1886. Acostemma sulcifrons ingår i släktet Acostemma och familjen dvärgstritar. Inga underarter finns listade i Catalogue of Life.